# Бедринець звичайний
Бедринець звичайний, бедринець ломикаменевий (Pimpinélla saxífraga) — багаторічна трав'яниста рослина, типовий вид роду бедринець (Pimpinella) родини окружкові (Apiaceae).
У давніх легендах вважалось, що рослина здатна, вкоріняючись, ломити камінь, про що свідчить латинська видова назва.

## Поширення
Росте по усій Європі, у тому числі по всій Україні, у помірній зоні Азії.
Зустрічається на кам'янистих вапнякових схилах, пагорбах, пісках, сухих луках, посеред чагарників, на узбіччях доріг та полів.

## Ботанічний опис
Корінь веретеноподібний, гіллястий, коренева шийка покрита волокнистими залишками відмерлих листків.
Стебло висотою 15—80 см, прямостояче, округле, тонко ребристе, щільне, з розеткою прикореневих листків при основі, гіллясте, з листками тільки у нижній частині, вгорі майже безлисте, листки і стебло з коротким опушенням або майже голі.
Листки перисті. Нижні, разом з черешками, довжиною 10—20 см, з яйцеподібними або округлояйцеподібними, тупими, велико-зубчастими, коротко черешковими або сидячими листочками, 3—5 пар; кінцевий листочок часто трилопатевий або трироздільний. Середні стеблові з більш глибоко розсіченими на вузькі частки листочками, при основі клиноподібні, майже двічі перисті, сидячі на піхвах. Верхні — з простою перистою або трироздільною дрібною пластинкою та ланцетоподібними або майже лінійними частками. Верхні листки з редукованою пластинкою.
Зонтичні суцвіття із 6—21 тонкими голими променями, у поперечнику 5—8 см, щиткоподібні; обгортка та обгорточки відсутні. Зубців чашечки 5, не виражені. Пелюстки білі, рідко рожеві, довжиною близько 1 мм, зовні щетинисто-волосисті, на верхівці виїмчасті, з часткою, відігнутою всередину. Тичинок п'ять.
Насінини голі, коротко яйцеподібні, довжиною 2—2,5 мм, шириною 1—1,5 мм.

## Застосування

### У харчуванні
Насіння використовується у кулінарії, кондитерській та хлібопекарній промисловості як замінник анісу та кмину.
Народи Кавказу готують на весні свіжі салати з молодих прикореневих листків бедринця.
Зонтики з квітами кладуть у розсіл під час соління огірків, каперсів, помідорів тощо.
З бедринцем готують всілякі настоянки та ароматизоване пиво..

### У медицині
Як лікарська рослина застосовується за народним досвідом: відхаркувальний, сечогінний та засіб, що регулює функціональну діяльність шлунково-кишкового тракту, збуджує та заспокоює нервову систему (при сильному болі, від кашлю та астми).
Рослина охоче поїдається тваринами на пасовищах та у сіні. Домішка його до травостою або сіна збуджує апетит, підвищує надої молока у сільськогосподарських тварин.

## Галерея

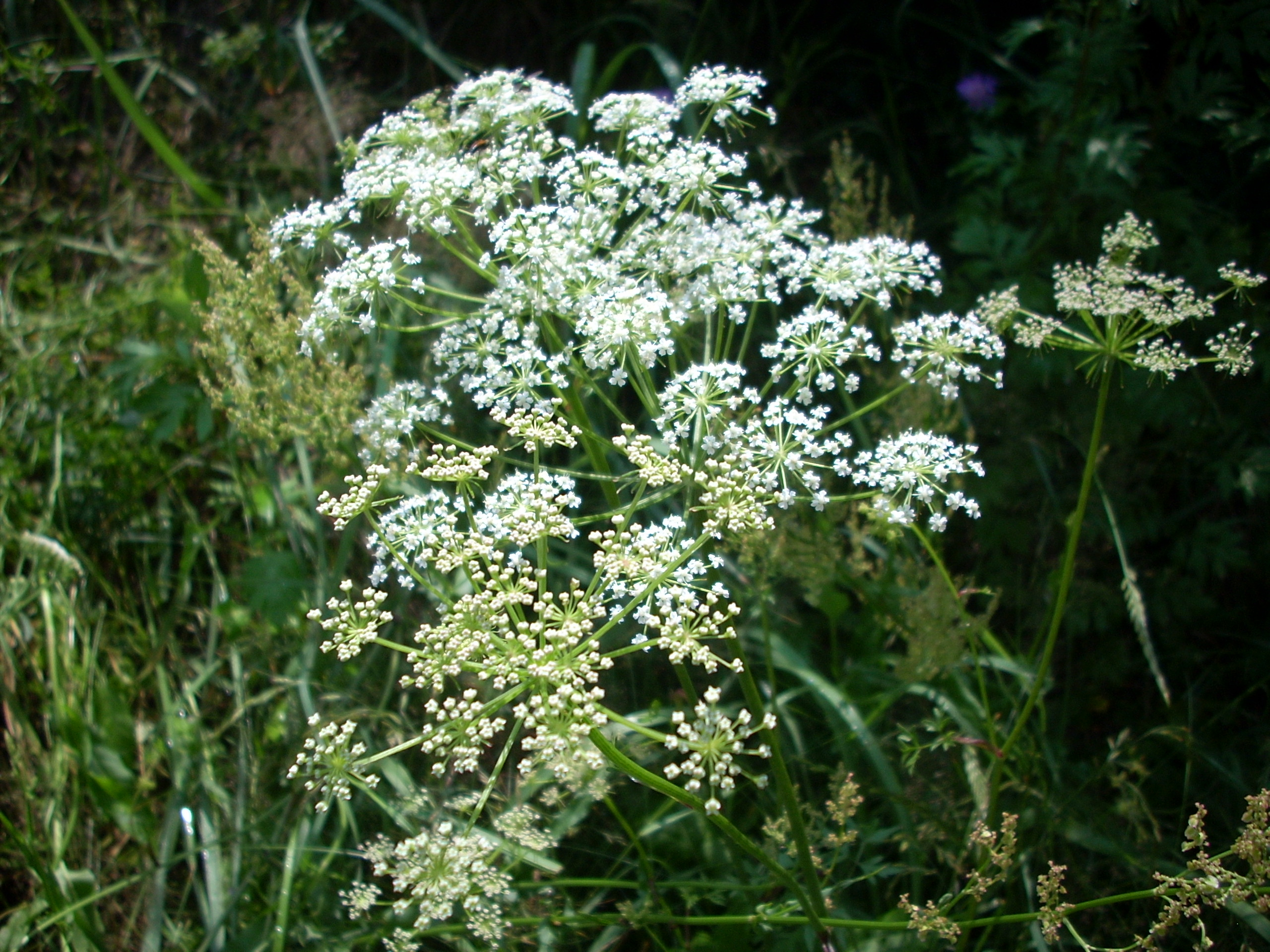
Квітка
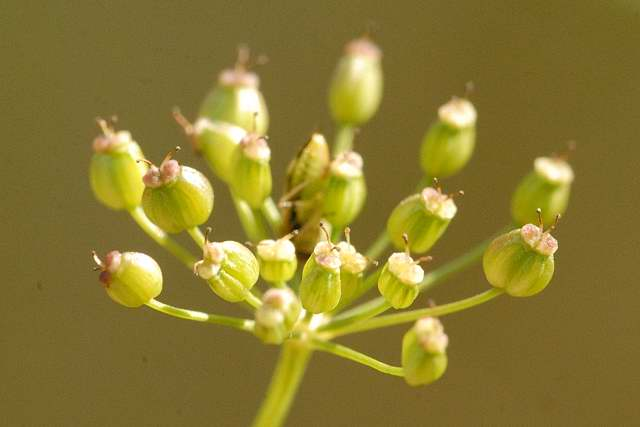
Плід
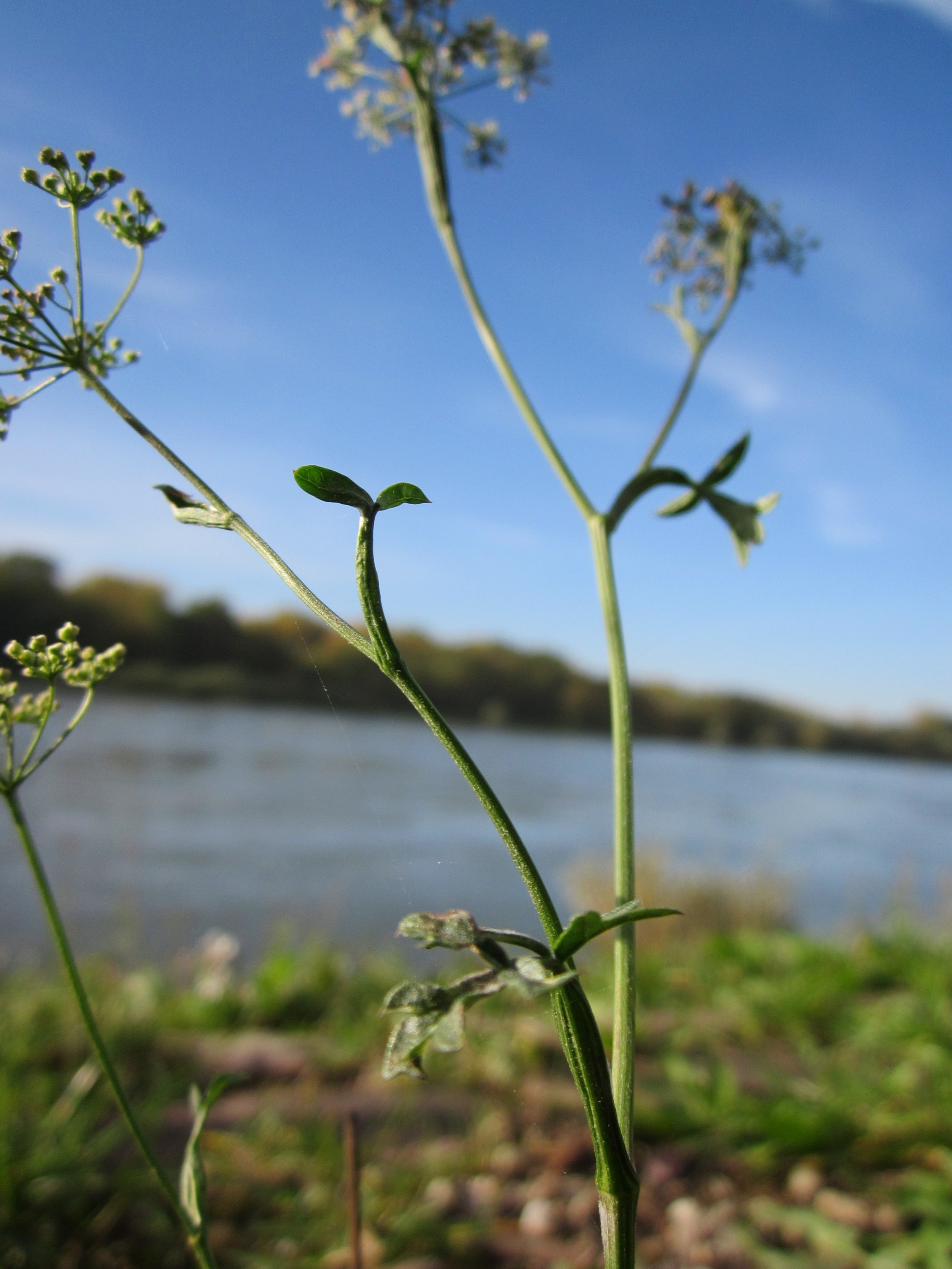
Зовнішній вигляд рослини
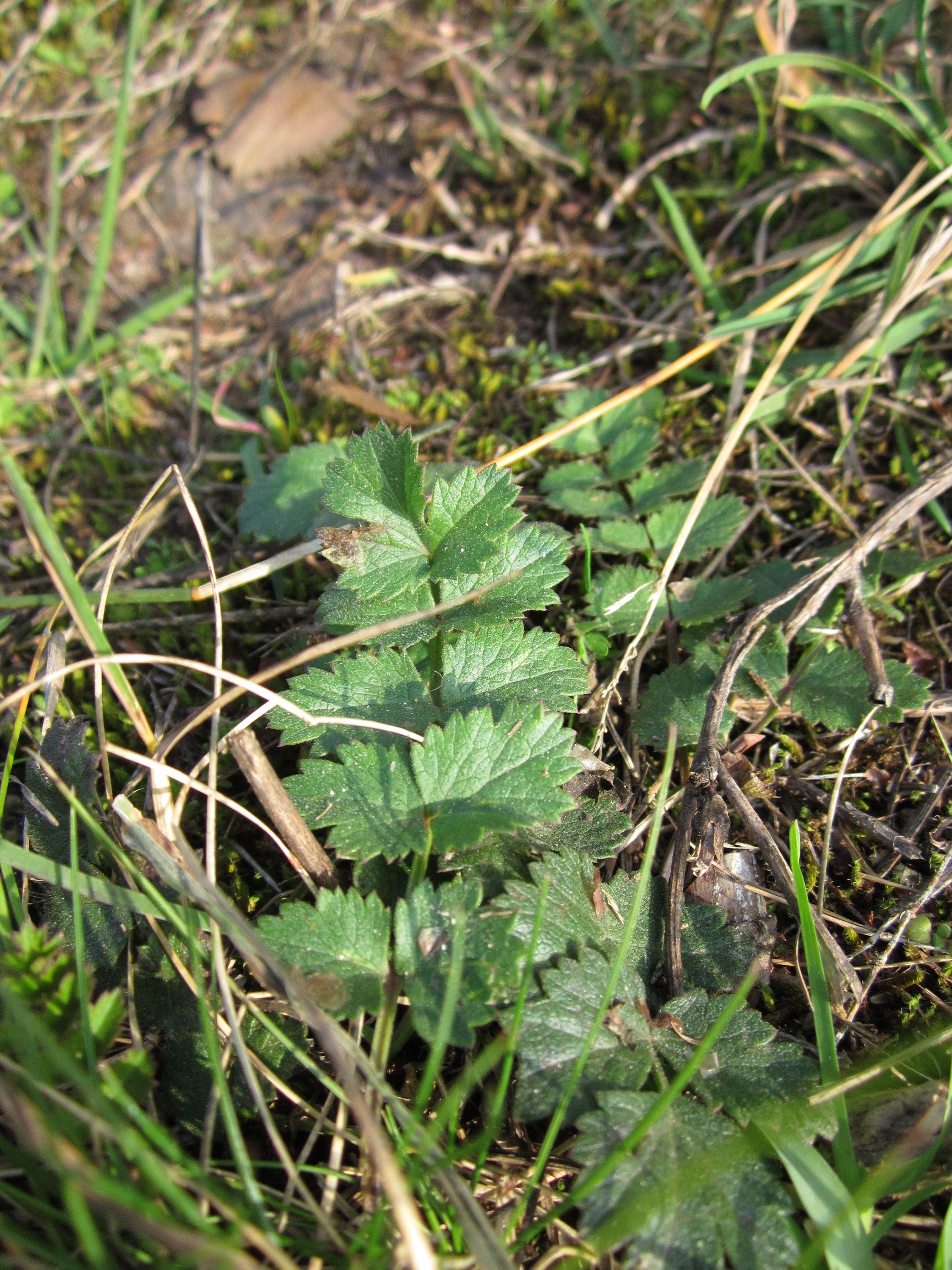
Листя
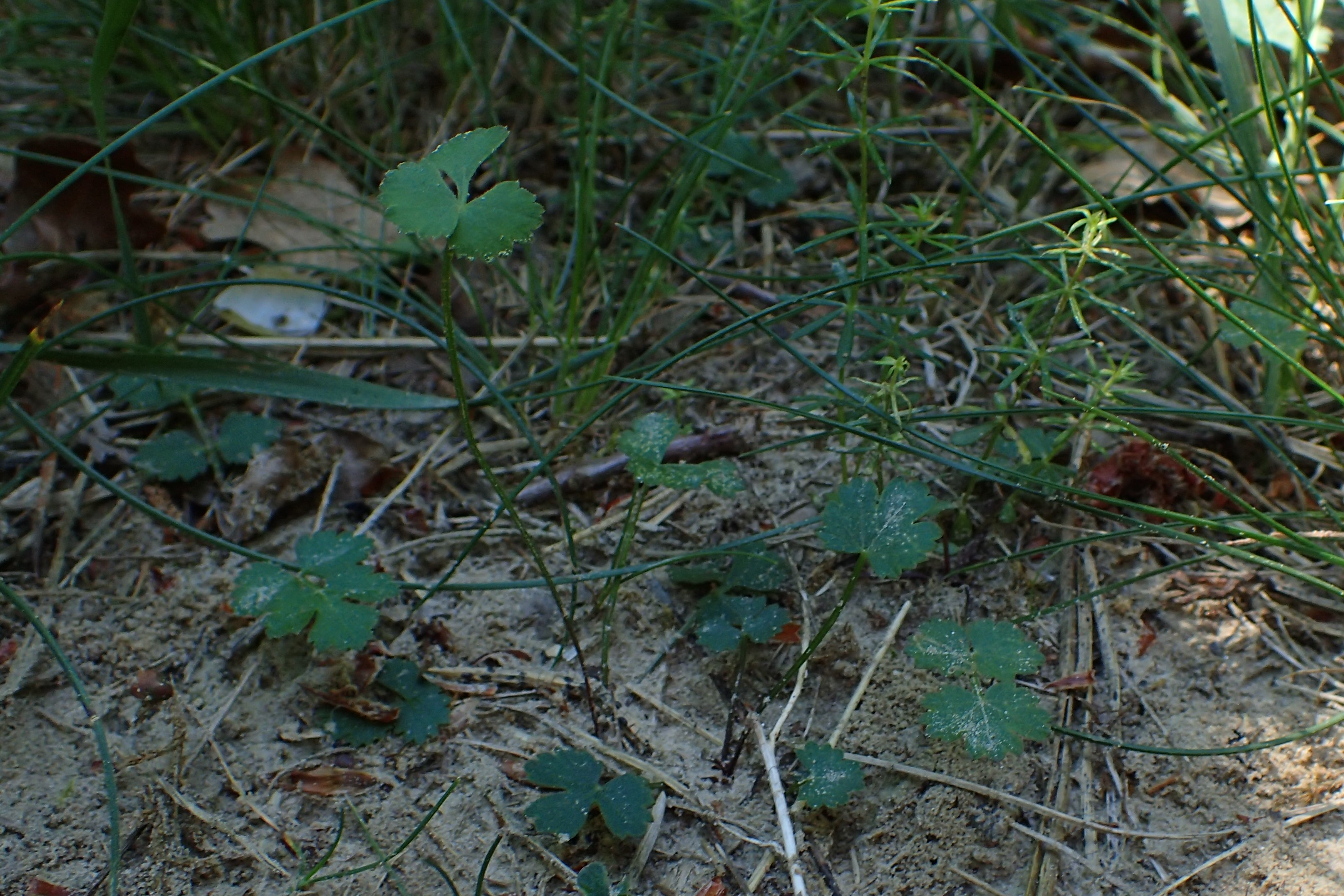
Сходи